# Drožanjski potok
Drožanjski potok je potok, ki izvira v bližini vasi Drožanje, severno od naselja Sevnica. Po približno dveh kilometrih toka se kot levi pritok izliva v reko Savo. 